# Газизуллин, Исмагил Курбанович
Исмагил Курбанович Газизуллин  (род. 17 сентября 1946 года) — российский живописец. Член Союза художников СССР с 1990 года.

## Биография
Газизуллин Исмагил Курбанович родился 17 сентября 1946 года в г. Ишимбае.
В 1972 году окончил Ташкентское художественное училище им. П. П. Бенькова.
Работает как художник авангардист с чертами примитивизма и кубизма.
Член творческих групп «Инзер» (1989), «Сары бия» (1990), «Ассоциации художников юга Башкортостана» (1996).
Картины художника хранятся в Башкирском государственно художественном музее им. Нестерова , ОАО «Фонд долгосрочных сбережений», галерее «Урал», Музее национальной культуры, Национальном культурном центре «Казань» (Казань).

## Работы
«Школьница», «Дорога в горах» (1989). «В гости», 1986; «Сельские будни» (1989); «Вечерний намаз» (1998); «Весенний букет», «Мужик с вилами», «Бабай с серпом», «Розы и топор», «Летняя ночь», «Свидание», «Одинокая старуха», «Низкая луна», «Утренняя молитва», «Уборка картофеля», «Утро в горах», «Портрет Оли», «Чеченский синдром», «Собака окраины», «Сюжет моего сада».
Литографии «Старик с птицей» (1998), акварели «С покоса», «Старость» (1990).

## Выставки
Газизуллин Исмагил Курбанович — участник республиканских, региональных, межрегиональной, всероссийских, международных и зарубежной выставок с 1982 года.
Персональные выставки в Уфе (1988, 1996).